# Suthida

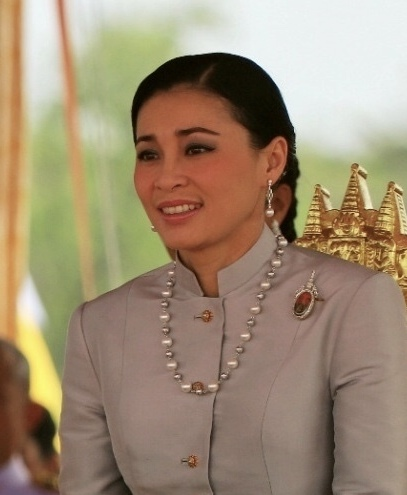
Suthida im Jahr 2019

Suthida Vajiralongkorn (* 3. Juni 1978 in Bangkok als Suthida Tidjai, vollständiger Herrschaftstitel, thailändisch สมเด็จพระนางเจ้าสุทิดา พัชรสุธาพิมลลักษณ พระบรมราชินี Somdet Phra Nang Chao Suthida Phatcharasutha Phimon Lak Phra Borommarachini) ist die Ehefrau des thailändischen Königs Maha Vajiralongkorn und seit dem 1. Mai 2019 Königin von Thailand.

## Leben und Werdegang
Suthida wurde in Bangkok geboren. Sie studierte an der privaten Assumption-Universität und erwarb einen Bachelor-Abschluss in Kommunikationswissenschaften. Anschließend arbeitete sie als Flugbegleiterin für Thai Airways.
Nachdem die Ehe des damaligen Kronprinzen und heutigen Königs Maha Vajiralongkorn mit Prinzessin Srirasmi Suwadee 2014 geschieden wurde, trat Suthida als neue Frau an der Seite des Kronprinzen öffentlich auf. Ab August 2014 bekleidete sie das Amt der Kommandantin der Kronprinzengarde.
Im Dezember 2016 wurde Suthida zur Kommandantin der Sondereinsatztruppe der thailändischen Armee ernannt und stieg zur Generalin auf. Seit Juli 2017 ist sie Kommandantin der Aide-de-Camp-Abteilung der thailändischen Armee.
Neben ihr hatte Vajiralongkorn im Jahr 2019 mit Sineenat Wongvajirapakdi (* 1985) eine Nebengemahlin. Im Oktober 2019 wurde diese jedoch vom König verstoßen und ihr alle Ränge entzogen; als Grund nannte er „respektloses Verhalten“ gegenüber seiner Frau, Königin Suthida. Im September 2020 wurde Sineenat begnadigt und  alle königlichen und militärischen Titel wurden ihr erneut verliehen.

## Königin von Thailand
Am 1. Mai 2019 ernannte König Maha Vajiralongkorn Suthida während einer Zeremonie im königlichen Palast in Bangkok zur Königin von Thailand. Als Zeugen anwesend waren der Präsident des Kronrates und ehemalige thailändische Ministerpräsident Prem Tinsulanonda und Prinzessin Maha Chakri Sirindhorn.

## Titel und Anrede
Als Ehefrau des thailändischen Königs steht Suthida die Anrede Ihre Majestät Königin Suthida zu. Bereits 2017 wurde sie von König Maha Vajiralongkorn in den Adelsstand erhoben. Mit der Vermählung am 1. Mai 2019 erhielt Suthida den Titel der Königin von Thailand. Seit der offiziellen Krönung von Maha Vajiralongkorn am 4. Mai 2019 trägt Suthida zudem einige weitere Ehrentitel (siehe hierzu: Thailändische Adelstitel).
- 13. Oktober 2017 bis 1. Mai 2019: Thanphuying Suthida Vajiralongkorn na Ayudhya (thailändisch ท่านผู้หญิงสุทิดา วชิราลงกรณ์ ณ อยุธยา)
- 1. bis 4. Mai 2019: Somdet Phra Rachini Suthida (thailändisch สมเด็จพระราชินีสุทิดา)
- seit 4. Mai 2019: Somdet Phra Nang Chao Suthida Phatcharasutha Phimon Lak Phra Borommarachini (thailändisch สมเด็จพระนางเจ้าสุทิดา พัชรสุธาพิมลลักษณ พระบรมราชินี)